# دانييل راشيتش
دانييل راشيتش هو لاعب كرة قدم كرواتي في مركز ظهير ‏، ولد في 5 أكتوبر 1988 في سبليت في كرواتيا. شارك مع منتخب كرواتيا تحت 17 سنة لكرة القدم ومنتخب كرواتيا تحت 19 سنة لكرة القدم. أما مع النوادي، فقد لعب مع نادي رادنيتشكي سبليت ونادي فاراجدين.

## وصلات خارجية
- دانييل راشيتش على موقع اتحاد كرواتيا (الكرواتية)
- دانييل راشيتش على موقع قاعدة بيانات كرة القدم.إي يو (الإنجليزية)
- دانييل راشيتش على موقع Soccerway.com (الإنجليزية)
- دانييل راشيتش على موقع عالم كرة القدم.نت (الإنجليزية)